# Christoph Landolt

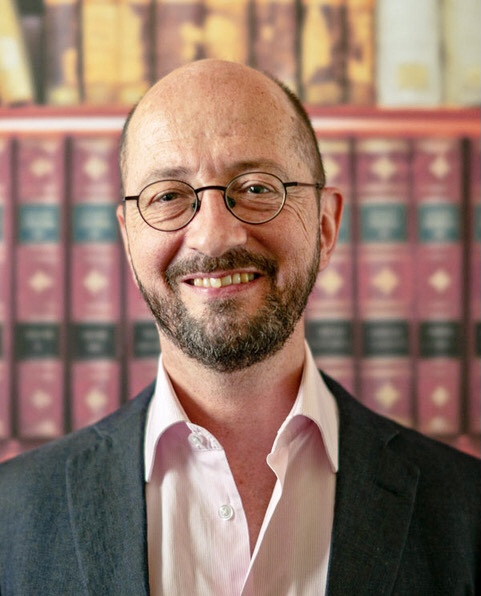
Christoph Landolt (2022)

Christoph Landolt (* 1966 in Zürich) ist ein Schweizer Sprachwissenschaftler und Lexikograph. Er ist seit März 2022 Chefredaktor des Schweizerischen Idiotikons.

## Leben
Landolt studierte Vergleichende germanische Sprachwissenschaft, Nordische Philologie und Allgemeine Geschichte an der Universität Zürich. 1997 wurde er Redaktor am Schweizerischen Idiotikon. 2019 wurde er zu dessen Redaktionsleiter und 2022 zu dessen Chefredaktor ernannt. 2023 hat Landolt bei Guido Seiler an der Universität Zürich mit einer kumulativen Dissertation zum Thema «Funktionswörter im Wörterbuch am Beispiel von schweizerdeutsch z(ue). Lexikographische Beschreibung, metalexikographische Einordnung, lexikographiebasierte Auswertung» zum Dr. phil. promoviert.
Zusammen mit Hans Bickel ist er Verfasser des vom Schweizerischen Verein für die deutsche Sprache herausgegebenen Dudens für Schweizerhochdeutsch, eines Wörterbuchs der Standardsprache in der deutschen Schweiz. Im Film Omegäng von Aldo Gugolz (Regie, Drehbuch) und Susanne Schüle (Kamera), der an den Solothurner Filmtagen 2024 uraufgeführt wurde und in dem es um Schweizerdeutsch aus verschiedenen Perspektiven geht, kommt er auch zu Wort.
Neben den alemannischen Mundarten beschäftigt er sich auch mit dem Jiddischen.
Landolt ist assoziiertes Mitglied des Linguistik Zentrums Zürich (LiZZ), Mitglied der beratenden Fachkommission des Phonogrammarchivs der Universität Zürich, der Nomenklaturkommission des Kantons Zürich, des Schweizerischen Dudenausschusses sowie des Beirats des Zentrums für digitale Lexikographie der deutschen Sprache (Berlin).
Er beteiligt sich auch an der alemannischen und deutschsprachigen Wikipedia.

## Publikationen (Auswahl)
- mit Hans Bickel: Schweizerhochdeutsch. Wörterbuch der Standardsprache in der deutschen Schweiz. 2., vollständig überarbeitete und erweiterte Auflage. Dudenverlag, Berlin 2018 (1. Auflage: Dudenverlag, Mannheim 2012) (Inhaltstext).
- mit Esther Hürlimann, Anina Rether, Erika Suter, Daniel Zinnenlauf, Christian Schoch: Fleischli, Luder, Schlumpf. Schweizer Namen – Gründlich erklärt. Orell Füssli, Zürich 2017.
- mit Reto Wilhelm, Anina Rether, Daniel Zinnenlauf, Andy Roth: Ausfahrt Arschwald. Das etwas andere Schweizer Ortsverzeichnis. Orell Füssli, Zürich 2016.

Aufsätze, Handbuchartikel
- Jiddisch. In: Elvira Glaser, Johannes Kabatek, Barbara Sonnenhauser (Hrsg.): Sprachenräume der Schweiz. Band 1: Sprachen. Tübingen 2024, S. 267–295 (doi:10.24053/9783381104024).
- „Als Ziel gilt, den Wortinhalt allseits auszuleuchten, auch kleinste Facetten sichtbar zu machen“ – Funktionswörter im Schweizerischen Idiotikon / Wörterbuch der schweizerdeutschen Sprache. In: Lexicographica 39, 2023, S. 315–362 (online).
- mit Tobias Roth: Schweizerisches Idiotikon – Wörterbuch der schweizerdeutschen Sprache. In: Germanistische Dialektlexikographie zu Beginn des 21. Jahrhunderts (= ZDL-Beihefte. Band 181). Hrsg. von Alexandra N. Lenz und Philipp Stöckle. Steiner, Stuttgart 2021, ISBN 978-3-515-12911-4, S. 143–173 (doi:10.25162/9783515129206). (Eine Version ergänzt um einen Beispielartikel sowie um Materialbeispiele gibt es auf der Website des Idiotikons: online).
- Jiddisch. In: Janet Duke (Hrsg.): EuroComGerm. Germanische Sprachen lesen lernen. Band 2: Seltener gelernte germanische Sprachen. Afrikaans, Färöisch, Friesisch, Jenisch, Jiddisch, Limburgisch, Luxemburgisch, Niederdeutsch, Nynorsk. Shaker, Düren 2019, S. 127–160 und 298 (online).
- mit Claudia Bucheli Berger: Dialekt und Konfession in der Deutschschweiz. In: Elisabeth Frieben, Ulrich Kanz, Barbara Neuber, Ludwig Zehetner (Hrsg.): Dialekt und Religion. Beiträge zum 5. dialektologischen Symposium im Bayerischen Wald, Walderbach, Juni 2012 (= Regensburger Dialektforum. Band 20). Regensburg 2014, S. 73–94 (online).
- «Dis gelt ist ouch den burgern genzlich vergulten.» Die Partizipia Präteriti der Reihe IIIb mit Ablaut u im Alemannischen. In: Zeitschrift für deutsche Philologie. Nr. 132, 2013, S. 401–416 (online).
- Das Schweizerische Idiotikon – ein diachrones Wörterbuch der schweizerdeutschen Sprache. In: Mitteilungen des Deutschen Germanistenverbandes 57/4 (2010): Historische Lexikographie des Deutschen, hrsg. von Holger Runow, S. 410–418 (online).
- Dialektale Morphologie und Morphonologie im Wandel – Beispiel Zürichdeutsch. In: Alemannische Dialektologie: Wege in die Zukunft. Beiträge zur 16. Tagung für alemannische Dialektologie in Freiburg/Fribourg vom 07.–10.09.2008 (= ZDL-Beiheft. Band 141). Hrsg. von Helen Christen, Sibylle Germann, Walter Haas, Nadia Montefiori, Hans Ruef. Stuttgart 2010, S. 97–113 (online).
- zahlreiche Wortartikel im Schweizerischen Idiotikon, Bände XV–XVII.
- mehrere Artikel im Reallexikon der Germanischen Altertumskunde.